# Mistrzostwa Świata w Lekkoatletyce 2015 – rzut młotem mężczyzn
Rzut młotem mężczyzn – jedna z konkurencji technicznych rozgrywanych podczas lekkoatletycznych mistrzostw świata na Stadionie Narodowym w Pekinie.
Rywalizacja zaliczana była do IAAF Hammer Throw Challenge.
Tytuł mistrzowski obronił Paweł Fajdek.

## Terminarz
| Data        | Godzina |                    |
| ----------- | ------- | ------------------ |
| 22 sierpnia | 9:30    | Eliminacje (gr. A) |
| 22 sierpnia | 10:55   | Eliminacje (gr. B) |
| 23 sierpnia | 18:30   | Finał              |

## Rekordy
Tabela prezentuje rekord świata, rekordy poszczególnych kontynentów, mistrzostw świata, a także najlepszy rezultat na świecie w sezonie 2015 przed rozpoczęciem mistrzostw.
|                                                | Zawodnik                | Wynik | Miejsce        | Data                  |
| ---------------------------------------------- | ----------------------- | ----- | -------------- | --------------------- |
| Rekord świata                                  | Jurij Siedych           | 86,74 | Stuttgart      | 30 sierpnia 1986(dts) |
| Rekord mistrzostw świata                       | Iwan Cichan             | 83,86 | Helsinki       | 8 sierpnia 2005(dts)  |
| Listy światowe                                 | Paweł Fajdek            | 83,12 | Székesfehérvár | 7 lipca 2015(dts)     |
| Rekord Afryki                                  | Mostafa Hicham Al-Gamal | 81,27 | Kair           | 21 marca 2014(dts)    |
| Rekord Ameryki Południowej                     | Juan Ignacio Cerra      | 76,42 | Triest         | 25 lipca 2001(dts)    |
| Rekord Ameryki Północnej, Środkowej i Karaibów | Lance Deal              | 82,52 | Mediolan       | 7 września 1986(dts)  |
| Rekord Australii i Oceanii                     | Stuart Rendell          | 79,29 | Varaždin       | 6 lipca 2002(dts)     |
| Rekord Azji                                    | Kōji Murofushi          | 84,86 | Praga          | 29 czerwca 2003(dts)  |
| Rekord Europy                                  | Jurij Siedych           | 86,74 | Stuttgart      | 30 sierpnia 1986(dts) |

## Minima kwalifikacyjne
Aby zakwalifikować się do mistrzostw, należało wypełnić minimum kwalifikacyjne wynoszące 76,00 (uzyskane w okresie od 1 października 2014 do 10 sierpnia 2015), z uwagi na małą liczbę zawodników z minimum, kolejnych lekkoatletów zaproszono do występu w mistrzostwach na podstawie lokat na listach światowych.

## Rezultaty

### Eliminacje
Awans: 77.00 (Q) lub 12 najlepszych rezultatów (q).
| Pozycja | Grupa | Zawodnik             | Państwo           | #1    | #2    | #3    | Wynik | Uwagi |
| ------- | ----- | -------------------- | ----------------- | ----- | ----- | ----- | ----- | ----- |
| 1.      | A     | Paweł Fajdek         | Polska            | 76,46 | 78,38 |       | 78,38 | Q     |
| 2.      | A     | Nick Miller          | Wielka Brytania   | 77,42 |       |       | 77,42 | Q     |
| 3.      | B     | Siergiej Litwinow    | Rosja             | 74,75 | 76,79 | –     | 76,79 | q     |
| 4.      | B     | Wojciech Nowicki     | Polska            | 75,52 | x     | 76,72 | 76,72 | q     |
| 5.      | B     | Ashraf Amgad Elseify | Katar             | 72,01 | 75,03 | 76,51 | 76,51 | q     |
| 6.      | A     | David Söderberg      | Finlandia         | 73,30 | 75,96 | 75.42 | 75.96 | q     |
| 7.      | A     | Dilszod Nazarow      | Tadżykistan       | 74,86 | 75,56 | –     | 75,56 | q     |
| 8.      | B     | Mostafa Al-Gamel     | Egipt             | 75,48 | x     | 74,06 | 75,48 | q     |
| 9.      | B     | Krisztián Pars       | Węgry             | 75,37 | 74,41 | 75,02 | 75,37 | q     |
| 10.     | B     | Roberto Janet        | Kuba              | x     | 74,77 | 75,28 | 75,28 | q     |
| 11.     | B     | Tuomas Seppänen      | Finlandia         | 74,74 | x     | 73,43 | 74,74 | q,    |
| 12.     | A     | Marcel Lomnický      | Słowacja          | 73,10 | x     | 74,51 | 74,51 | q     |
| 13.     | B     | Conor McCullough     | Stany Zjednoczone | 72,40 | 72,05 | 74,31 | 74,31 |       |
| 14.     | A     | Jewhen Wynohradow    | Ukraina           | 71,01 | x     | 74,09 | 74,09 |       |
| 15.     | B     | Mark Dry             | Wielka Brytania   | 72,13 | 71,24 | 73,87 | 73,87 |       |
| 16.     | A     | Kibwe Johnson        | Stany Zjednoczone | 71,72 | 73,75 | 73,33 | 73,75 |       |
| 17.     | B     | Eşref Apak           | Turcja            | 73,01 | x     | x     | 73,01 |       |
| 18.     | A     | Jury Szajunou        | Białoruś          | x     | 72,07 | 72,87 | 72,87 |       |
| 19.     | A     | Marco Lingua         | Włochy            | 72,01 | x     | 72,85 | 72,85 |       |
| 20.     | A     | Lukáš Melich         | Czechy            | 71,89 | 70,11 | 72,12 | 72,12 |       |
| 21.     | B     | Iwan Cichan          | Białoruś          | 70,30 | 71,88 | x     | 71,88 |       |
| 22.     | A     | Wagner Domingos      | Brazylia          | 71,35 | 71,82 | x     | 71,82 |       |
| 23.     | B     | Serghei Marghiev     | Mołdawia          | x     | 71,61 | 71,45 | 71,61 |       |
| 24.     | A     | A. G. Kruger         | Stany Zjednoczone | x     | 71,56 | x     | 71,56 |       |
| 25.     | A     | Pawieł Barejsza      | Białoruś          | x     | 71,41 | 71,23 | 71,41 |       |
| 26.     | A     | Suhrob Xoʻjayev      | Uzbekistan        | 70,45 | 70,99 | 71,24 | 71,24 |       |
| 27.     | B     | Ákos Hudi            | Węgry             | 71,15 | x     | x     | 71,15 |       |
| 28.     | A     | Bence Pásztor        | Węgry             | 71,10 | 70,68 | 71,14 | 71,14 |       |
| 29.     | B     | Javier Cienfuegos    | Hiszpania         | 69,38 | 68,37 | 70,96 | 70,96 |       |
| 30.     | B     | Roberto Sawyers      | Kostaryka         | x     | 65,53 | 66,64 | 66,64 |       |

### Finał
| Pozycja | Zawodnik             | Państwo         | # 1   | # 2   | # 3   | # 4   | # 5   | # 6   | Wynik | Uwagi |
| ------- | -------------------- | --------------- | ----- | ----- | ----- | ----- | ----- | ----- | ----- | ----- |
| 01 !    | Paweł Fajdek         | Polska          | 76,40 | x     | 80,64 | 80,88 | 79,34 | 78,29 | 80,88 |       |
| 02 !    | Dilszod Nazarow      | Tadżykistan     | 76,83 | 77,61 | 76,17 | 78,06 | 78,55 | 76,60 | 78,55 |       |
| 03 !    | Wojciech Nowicki     | Polska          | 76,14 | 76,73 | 77,20 | x     | 75,80 | 78,55 | 78,55 |       |
| 4.      | Krisztián Pars       | Węgry           | 76,33 | 75,98 | 77,32 | x     | 76,40 | 77,05 | 77,32 |       |
| 5.      | Siergiej Litwinow    | Rosja           | 70,75 | 77,09 | 77,24 | x     | 77,04 | x     | 77,24 | SB    |
| 6.      | David Söderberg      | Finlandia       | 76,92 | 74,75 | 75,70 | 75,48 | 75,32 | 75,19 | 76,92 | SB    |
| 7.      | Mostafa Al-Gamel     | Egipt           | 74,70 | 76,25 | 76,81 | x     | x     | 75,77 | 76,81 |       |
| 8.      | Marcel Lomnický      | Słowacja        | 73,71 | 74,36 | 75,62 | 75,79 | 75,72 | 74,82 | 75,79 |       |
| 9.      | Ashraf Amgad Elseify | Katar           | x     | 72,90 | 74,09 |       |       |       | 74,09 |       |
| 10.     | Tuomas Seppänen      | Finlandia       | x     | 71,85 | 73,18 |       |       |       | 73,18 |       |
| 11.     | Nick Miller          | Wielka Brytania | x     | x     | 72,94 |       |       |       | 72,94 |       |
| 12.     | Roberto Janet        | Kuba            | x     | 72,50 | 71,79 |       |       |       | 72,50 |       |